# Q-pochodna
{\displaystyle q}-pochodna – {\displaystyle q}-analog zwykłej pochodnej.

## Definicja
{\displaystyle q}-pochodną funkcji {\displaystyle f(x)} definiuje się wzorem
{\displaystyle \left({\frac {\operatorname {d} }{\operatorname {d} x}}\right)_{q}f(x)={\frac {f(qx)-f(x)}{qx-x}}.}
Często zapisuje się ją również jako {\displaystyle \operatorname {D} _{q}f(x).} Inną nazwą {\displaystyle q}-pochodnej jest pochodna Jacksona.

## Związek ze zwykłymi pochodnymi
{\displaystyle q}-różniczkowanie przypomina zwykłe różniczkowanie z ciekawymi różnicami; przykładowo {\displaystyle q}-pochodną jednomianu jest
{\displaystyle \left({\frac {\operatorname {d} }{\operatorname {d} z}}\right)_{q}z^{n}={\frac {1-q^{n}}{1-q}}z^{n-1}=[n]_{q}z^{n-1},}
gdzie {\displaystyle [n]_{q}} jest {\displaystyle q}-nawiasem {\displaystyle n.} Ponieważ {\displaystyle \lim _{q\to 1}[n]_{q}=n,} to zbiegając w tej granicy z powyższym wyrażeniem uzyskuje się zwykłą pochodną.
{\displaystyle n}-ta pochodna funkcji może być dana jako
{\displaystyle (\operatorname {D} _{q}^{n}f)(0)={\frac {f^{(n)}(0)}{n!}}{\frac {(q;q)_{n}}{(1-q)^{n}}}={\frac {f^{(n)}(0)}{n!}}[n]_{q}!}
przy założeniu, że w punkcie {\displaystyle x=0} istnieje {\displaystyle n}-ta pochodna funkcji {\displaystyle f.} W powyższym wzorze {\displaystyle (q;q)_{n}} oznacza symbol {\displaystyle q}-Pochhammera, a {\displaystyle [n]_{q}!} to {\displaystyle q}-silnia.